# Mistrovství Evropy v zápasu ve volném stylu 2006
Mistrovství Evropy v zápasu ve volném stylu za rok 2006 proběhlo v Olympijském sportovním komplexu v Moskvě, Rusko ve dnech 25.-30. dubna 2006.

## Česká stopa[3]
- -51 kg – Šárka Andrlová
- -59 kg – Martina Zyklová
- -63 kg – Michaela Křížková

## Program
- ÚT – 25.04.2006 – ženy (−51 kg, −59 kg, −67 kg)
- ST – 26.04.2006 – ženy (−48 kg, −55 kg, −63 kg, −72 kg)
- SO – 29.04.2006 – muži (−60 kg, −74 kg, −96 kg)
- NE – 30.04.2006 – muži (−55 kg, −66 kg, −84 kg, −120 kg)

## Výsledky

### Muži
| Kategorie | Zlato                           | Stříbro                | Bronz                     | Bronz                  |
| --------- | ------------------------------- | ---------------------- | ------------------------- | ---------------------- |
| −55 kg    | Oleksandr Zacharuk (UKR)        | Namig Abdullajev (AZE) | Džamal Otarsultanov (RUS) | Amiran Kardanov (GRE)  |
| −60 kg    | Mavlet Batyrov (RUS)            | Tevfik Odabaşı (TUR)   | Jevhen Chavilov (UKR)     | Anatol Guidea (BUL)    |
| −66 kg    | Machač Murtazalijev (RUS)       | Albert Batyrov (BLR)   | Vadim Gigolajev (FRA)     | Serafim Barzakov (BUL) |
| −74 kg    | Buvajsar Sajtijev (RUS)         | Ruslan Kokajev (ARM)   | Krystian Brzozowski (POL) | Gábor Hatos (HUN)      |
| −84 kg    | Adam Sajtijev (RUS)             | Gökhan Yavaşer (TUR)   | Vadim Lalijev (ARM)       | Taras Daňko (UKR)      |
| −96 kg    | Chadžimurat Gacalov (RUS)       | Šamil Gitinov (ARM)    | Giorgi Gogšelidze (GEO)   | Stefan Kehrer (GER)    |
| −120 kg   | Kuramagomed Kuramagomedov (RUS) | Ivan Iščenko (UKR)     | Eldar Kurtanydze (GEO)    | Rareș Chintoan (ROU)   |

### Ženy
| Kategorie | Zlato                                              | Stříbro                       | Bronz                      | Bronz                        |
| --------- | -------------------------------------------------- | ----------------------------- | -------------------------- | ---------------------------- |
| −48 kg    | Marija Stadnyková (UKR) Lilija Kaskarakovová (RUS) | Fani Psathasová (GRE)         | Francine De Paolaová (ITA) | Cristina Croitoruová (ROU)   |
| −51 kg    | Vanessa Boubryemmová (FRA)                         | Alexandra Engelhardtová (GER) | Natalja Smirnovová (RUS)   | Oleksandra Kohutová (UKR)    |
| −55 kg    | Natalja Golcová (RUS)                              | Ludmila Cristeaová (MDA)      | Johanna Mattssonová (SWE)  | Anna Gomisová (FRA)          |
| −59 kg    | Ljubov Volosovová (RUS)                            | Stefanie Stüberová (GER)      | Marianna Sastinová (HUN)   | Audrey Prietová (FRA)        |
| −63 kg    | Aljona Kartašovová (RUS)                           | Monika Michaliková (POL)      | Nikola Hartmannová (AUT)   | Agoro Papavasilisová (GRE)   |
| −67 kg    | Jelena Perepjolkinová (RUS)                        | Kristīne Odriņaová (LAT)      | Irina Cirkevičová (BLR)    | Agnieszka Wieszczeková (POL) |
| −72 kg    | Stanka Zlatevová (BUL)                             | Svitlana Sajenková (UKR)      | Karine Šadojanová (ARM)    | Anita Schätzleová (GER)      |